# Högen, Älvsborgs distrikt
Högen är en gammal by i Västra Frölunda socken. Namnet Högen är inte längre så känt utan området har införlivats med Önnered och Fiskebäck. Numera är det endast Högenskolan med årskurser 1-3 som ger Högen ett namn på kartan. Före 1930 fanns en annan äldre Högenskola. Denna byggnad brann ner, möjligen på grund av att barnen själva skötte uppvärmningen av skolan innan magistern kom på morgonen. Den gamla skolan låg några 100 meter söder om den nuvarande.